# Adela von Frankreich
Adela von Frankreich (genannt die Heilige; * wohl 1009 oder um 1014; † 8. Januar 1079 im Benediktinerkloster Messines bei Ypern) stammte aus der Dynastie der Kapetinger, die zu ihrer Zeit die Könige von Frankreich stellten. Sie war von 1035 bis 1067 als Gemahlin von Balduin V. Gräfin von Flandern. Sie wird in den Urkunden am häufigsten Adela genannt, es treten aber auch die Namen Adala, Addela, Addele, Adelaidis, Adele, Athela, Aelide und Alix auf.

## Abstammung
Adelas Vater war der Kapetinger Robert II. der Fromme, König von Frankreich von 996 bis 1031, ihr Bruder war König Heinrich I. (regierte 1031–1060). Wie alle überlebenden Kinder Roberts ging Adela aus dessen dritten Ehe mit Konstanze von der Provence hervor.

## Verlobung/Ehe mit Richard III. von Normandie
Adela wurde mit Richard III. (* um 1001; † 6. August 1027), Herzog der Normandie seit dem 23. August 1026, verlobt. Ob die Ehe im Januar 1027 tatsächlich zustande kam, ist umstritten, da Richard III. noch im selben Jahr verstarb. Sie wird 1027 als Gräfin von Contenance in der Normandie bezeichnet, ein Besitz, den sie im Zusammenhang mit der (geplanten) Hochzeit von Richard erhalten haben muss, und der die pagi Saire, Hague und Bauptois im äußersten Norden des Cotentin umfasste.
Als Tochter von Richard III. und Adela wird gelegentlich Judith von Flandern angesehen, die Herzogin von Bayern als Ehefrau von Welf IV.; diese Ansicht ist umstritten.

## Ehe mit Balduin V. von Flandern
Nach Richards Tod heiratete Adela 1028 in Paris Graf Balduin V. von Flandern (genannt der Fromme oder von Lille bzw. Insulanus; * wohl 1013; † 1. September 1067 in Lille), der von 1035 bis 1067 Graf von Flandern und von 1060 bis 1067 Regent von Frankreich für seinen unmündigen Neffen Philipp I. war. Ihr Vater gab ihr als Heiratsgut die Herrschaft Corbie.
Aus dieser Ehe stammten drei Kinder:
- Balduin VI. (* wohl 1030; † 17. Juli 1070), der 1067 seinem Vater als Graf von Flandern nachfolgte
- Mathilde (* wohl 1032; † 3. November 1083), die 1053 den Herzog Wilhelm II. von der Normandie heiratete. Dieser eroberte 1066 England, wurde als Wilhelm I. König von England und ging so als Wilhelm der Eroberer in die Geschichte ein.
- Robert der Friese (* wohl 1035; † 13. Oktober 1093), der 1062 bis 1071 Graf von Holland und 1071 Graf von Flandern wurde

Nach dem Regierungsantritt Roberts zog König Philipp I. die Herrschaft Corbie wieder ein und gab sie in die Domaine royal zurück.

## Wirken
Adelas Einfluss wird zugeschrieben, dass ihr Bruder, der französischen König Heinrich I., kurz vor seinem Tod Balduin die Vormundschaft über seinen siebenjährigen Sohn Philipp I. gab, und der Graf von Flandern somit von 1060 bis kurz vor seinem Tod 1067 Regent von Frankreich war.
Auch hat Adela einen großen Anteil an der Kirchenpolitik Balduins V., vermutlich sind zahlreiche kirchliche Stiftungen des Grafen auf sie zurückzuführen, so die Errichtung der Stifte von Aire-sur-la-Lys (1049), Lille (1050) und Harelbeke (1064) sowie der Abteien von Messines bei Ypern (1057) und Ename (1063).
Als Witwe reiste Adela 1067 nach Rom, wo sie „aus den Händen von Papst Alexander II. den Witwenschleier erhielt; sie verbrachte den Rest ihres Lebens im Kloster Messines, wo sie 1079 starb und beerdigt wurde“. Noch am 10. November 1076 hatte Papst Gregor VII. eine Bulle an sie gerichtet. Nicht bekannt ist, wann sie heiliggesprochen wurde; ihr Gedenktag ist der 8. September.